# Nereus (cratera)
Nereus é uma pequena cratera de impacto em Marte, com um diâmetro de aproximadamente 10 metros.  Ela se localiza pouco a sul do equador do planeta  na relativamente plana Meridiani Planum.
Essa cratera foi descoberta pela sonda Opportunity no sol 2010 (2009-09-19), tendo sido notada devido ao seu entorno de rochas irregulares, se tornando a Imagem Astronômica do Dia para 19/10/2009.
Seu nome vem do deus Nereus, uma figura mitológica que vivia junto à Nereides no Mar Egeu.